# Grimpar à menton blanc
Dendrocincla merula
Espèce
Synonymes
- Dendrocolaptes merula Lichtenstein, 1820[1]

Statut de conservation UICN

 LC  : Préoccupation mineure
Le Grimpar à menton blanc (Dendrocincla merula) est une espèce d'oiseaux de la famille des Furnariidae. Son aire s'étend à travers l'Amazonie et le plateau des Guyanes.

## Systématique
L'espèce Dendrocincla merula a été décrite pour la première fois en 1820 par le zoologiste allemand Martin Lichtenstein (1780-1857) sous le protonyme Dendrocolaptes merula,.

## Liste des sous-espèces
Selon la classification de référence du Congrès ornithologique international (version 12.1, 2022) :
- sous-espèce Dendrocincla merula bartletti Chubb, C, 1919
- sous-espèce Dendrocincla merula merula (Lichtenstein, MHK, 1820)
- sous-espèce Dendrocincla merula obidensis Todd, 1948
- sous-espèce Dendrocincla merula remota Todd, 1925
- sous-espèce Dendrocincla merula olivascens Zimmer, JT, 1934
- sous-espèce Dendrocincla merula castanoptera Ridgway, 1888
- sous-espèce Dendrocincla merula badia Zimmer, JT, 1934

## Publication originale
- (de) Lichtenstein, « Die Gattung Dendrocolaptes », Abhandlungen der physikalischen Klasse der Königlich-Preussischen Akademie der Wissenschaften, Berlin, Realschul-Buchhandlung, vol. 1818-1819,‎ 1820, p. 197–210 (lire en ligne).